# Villa de Arista
Villa de Arista es una localidad del estado mexicano de San Luis Potosí, cabecera del municipio homónimo.

## Ubicación
Se encuentra en la ubicación 22°38′37″N 100°50′56″O / 22.64361, -100.84889, a una altura aproximada de 1600 m s. n. m.
La zona urbana ocupa una superficie de 2.723 km².

## Demografía
Según los datos registrados en el censo de 2020, la población de Villa de Arista es de 8464 habitantes, lo que representa un crecimiento promedio de 1.1% anual en el período 2010-2020 sobre la base de los 7579 habitantes registrados en el censo anterior. Al año 2020 la densidad poblacional era de 3108 hab/km².
| Gráfica de evolución demográfica de Villa de Arista entre 2000 y 2020 |
|                                                                       |
| Fuente: Instituto Nacional de Estadística Geografía e Informática     |

La población de Villa de Arista está mayoritariamente alfabetizada, (4.73% de personas mayores de 15 años analfabetas, según relevamiento del año 2020), con un grado de escolaridad en torno a los 8 años. Solo el 0.99% de la población se reconoce como indígena. 

El 91.8% de los habitantes de Villa de Arista profesa la religión católica.
En el año 2010 estaba clasificada como una localidad de grado alto de vulnerabilidad social. Según el relevamiento realizado, 2667 personas de 15 años o más no habían completado la educación básica, —carencia conocida como rezago educativo—, y 1737 personas no disponían de acceso a la salud.